# Stichting Slotbier op Seyst
Stichting Slotbier op Seyst is een Nederlandse stichting en brouwerijhuurder die sinds 2017 actief is in de productie en verkoop van speciaalbier. De stichting is gevestigd in Zeist en heeft als doel de volledige netto-opbrengst van de bierverkoop te doneren aan lokale goede doelen, met nadruk op jeugdprojecten in de regio.

## Geschiedenis
De stichting werd opgericht in 2017 door acht leden van Rotaryclub Op Seyst. Met de introductie van het speciaalbier Slotbier beoogde de organisatie de traditie van lokaal bier in Zeist te laten herleven. In de negentiende eeuw bestond in Zeist een brouwerij genaamd De Leeuw (opgericht in 1863), die ongeveer veertig jaar heeft bestaan. Deze brouwerij bevond zich in het Broederhuis bij Slot Zeist.
Slotbier werd op 13 oktober 2017 officieel gepresenteerd op Slot Zeist. De eerste fles werd overhandigd aan wethouder Marcel Fluitman. Tijdens de coronapandemie werd de productie tijdelijk gestaakt. In het najaar van 2021 werd de productie hervat door een nieuw stichtingsbestuur.

## Bieren
Stichting Slotbier op Seyst brengt verschillende speciaalbieren op de markt. Het eerste bier, Slotbier Blond (oorspronkelijk: Rond Blond), werd ontwikkeld in 2017. Het betreft een blond bier van hoge gisting met een alcoholpercentage van 7%. Sinds december 2022 wordt tevens een tweede variant aangeboden: Slotbier Chambière. Dit bier, met een alcoholpercentage van 5,5%, wordt gebrouwen met druivenschillen van de Souvignier Gris-druif, afkomstig van wijngaard Beek en Royen in Zeist.
De stichting laat haar bieren brouwen bij verschillende brouwerijen. In de beginfase, rond 2017, werd het Slotbier ontwikkeld en gebrouwen in samenwerking met Stadsbrouwerij Middelburg. Na een tijdelijke stop tijdens de coronaperiode werd de productie in 2022 hervat bij Brouwerij Dit Bier in Zeist, met Brouwerij Brasser als tussenpartij. Sindsdien is de productie overgegaan naar de Gooische Bierbrouwerij in Hilversum.

## Erkenning
In 2025 ontving Slotbier Blond een gouden medaille tijdens de Dutch Beer Challenge in de categorie 'blond'. Daarnaast werd het bier uitgeroepen tot 'Het Beste Bier van Nederland 2025', op basis van de hoogste score onder de goudenmedaillewinnaars.
Bierbrouwerij De Eem · De Drie Ringen · Brouwerij De Leckere · Brouwerij Maximus · Brouwerij Oudaen · Phetradico Bieren · Valleibieren Leusden · Brouwerij Vat No 13 · Speciaalbierbrouwerij Duits & Lauret · SpierBier Brouwerij · vandeStreek